# Tacián Syrský
Tacián či Tatian byl křesťanský apologeta 2. století, původem z východní Sýrie nebo spíše Asýrie. Křesťanskou víru přijal pravděpodobně v Římě, kde byl žákem Justina Mučedníka. Z Říma však patrně okolo roku 172 odešel a vrátil se do Sýrie, možná pro svůj extrémní asketismus. Patřil patrně do skupiny Enkratitů, kteří odmítali manželství a při křtu vyžadovali závazek celibátu, podle některých byl i gnostik.

## Dílo
Z jeho vlastního díla se zachovala velice útočná Řeč k Řekům, kde odmítá a zatracuje celou řeckou kulturu, umění i literaturu.
Mnohem významnější je jeho Diatessaron – harmonizace čtyř evangelií do jednoho díla, která se v Sýrii užívala až do 5. století. Zachovalo se i v několika překladech a možná ovlivnilo i některé staré rukopisy Nového zákona. Taciánův pokus zrušit rozdíly mezi jednotlivými evangelisty a jejich pohledy na tajemství Muže z Nazaretu nebyl šťastný. Církev jej odmítla jednak z úcty k tradovaným textům, jednak proto, že Tacián využil i pozdější texty, a konečně kvůli pochybnostem o Taciánově pravověrnosti. Diatessaron tak nemohl konkurovat kanonickým novozákonním spisům.

## Tacián jako představitel teologie Logu
Tacián se v prvé řadě obával, aby se plození Slova nechápalo jako rozdělení v Bohu; proto silně podtrhuje, že Bůh je Duch. Slovo, které v jeho díle není nikdy označeno jako "Syn", je nositelem stejného duchovního statutu jako Otec. Tacián jako představitel teologie Logu hovoří ve smyslu pozdějšího rozvoje trojičního učení. A to proto, že jeho výrok o duchovní povaze je možno vnímat jako pokus o vystižení jediné společné přirozenosti Otce a Syna.

## Výrok o Božím Duchu
Tacián hovoří také o Božím duchu, který může přebývat v lidské bytosti jako v chrámu. Tento Duch však není vázán k Otci a Synu a nehovoří o něm v souvislosti s Božím "nitrem". Tacián zřejmě vnímal Ducha Božího jako určitou modalitu Božího působení navenek, a proto spíše než o trinitární reflexi je možné hovořit o "binární" koncepci Božího tajemství.

### Na internetu
- Tatianova Řeč k Řekům - en